# Ronde van Italië 2011/Negende etappe
De negende etappe van de Ronde van Italië 2011 werd op 15 mei 2011 verreden op het eiland Sicilië. Het was een bergrit over een afstand van 159 km tussen Messina en de vulkaan Etna.

## Verloop van de etappe
Pas na 50 kilometer rijden ontstond er een kopgroep van negen man bestaande uit Giovanni Visconti, Jaroslav Popovytsj, Jan Bakelants, Alessandro Vanotti, Pablo Lastras, Filippo Savini, Mathias Frank en Joan Horrach. Op de slotklim bestookten de negen elkaar met aanvallen terwijl José Rujano vanuit het peloton aanviel. Met nog 6,7 kilometer te gaan viel Alberto Contador aan. Michele Scarponi leek te kunnen volgen, maar stortte even later ineen. Contador achterhaalde Rujano en Bakelants, de laatst overgebleven koploper, en wist met anderhalve kilometer te gaan de Venezolaan uit zijn wiel te schudden. Terwijl Contador solo over de streep kwam en de roze trui mocht aantrekken, probeerden de andere favorieten hun tijdsverlies te beperken.

## Uitslagen
| Messina - Etna 159 km |                     |                     |          |
| Plaats                | Naam                | Ploeg               | Tijd     |
| Winnaar               | Alberto Contador    | Saxo Bank-Sungard   | 4u54'09" |
| 2                     | José Rujano         | Androni Giocattoli  | + 3"     |
| 3                     | Stefano Garzelli    | Acqua & Sapone      | + 50"    |
| 4                     | Vincenzo Nibali     | Liquigas-Cannondale | z.t.     |
| 5                     | Roman Kreuziger     | Astana              | z.t.     |
| 6                     | David Arroyo        | Team Movistar       | z.t.     |
| 7                     | Kanstantsin Siwtsow | Team HTC-High Road  | z.t.     |
| 8                     | Igor Antón          | Euskaltel-Euskadi   | + 59"    |
| 9                     | John Gadret         | AG2R-La Mondiale    | + 1'07"  |
| 10                    | Hubert Dupont       | AG2R-La Mondiale    | z.t.     |
|                       |                     |                     |          |
| 22                    | Jan Bakelants       | Omega Pharma-Lotto  | + 2'16"  |
| 29                    | Steven Kruijswijk   | Rabobank            | + 2'21"  |

| Algemeen klassement |                     |                     |           |
| Plaats              | Naam                | Ploeg               | Tijd      |
| Roze trui           | Alberto Contador    | Saxo Bank-Sungard   | 33u03'51" |
| 2                   | Kanstantsin Siwtsow | Team HTC-High Road  | + 59"     |
| 3                   | Christophe Le Mével | Team Garmin-Cervélo | + 1'19"   |
| 4                   | Vincenzo Nibali     | Liquigas-Cannondale | + 1'21"   |
| 5                   | Michele Scarponi    | Lampre-ISD          | + 1'28"   |
| 6                   | David Arroyo        | Team Movistar       | + 1'37"   |
| 7                   | Roman Kreuziger     | Astana              | + 1'41"   |
| 8                   | José Serpa          | Androni Giocattoli  | + 1'47"   |
| 9                   | Dario Cataldo       | Quick Step          | + 2'21"   |
| 10                  | Matteo Carrara      | Vacansoleil-DCM     | + 2'21"   |
|                     |                     |                     |           |
| 16                  | Steven Kruijswijk   | Rabobank            | + 2'56"   |
| 27                  | Jan Bakelants       | Omega Pharma-Lotto  | + 5'51"   |

## Nevenklassementen
| Puntenklassement |                     |                     |        |
| Plaats           | Naam                | Ploeg               | Punten |
| Rode trui        | Alberto Contador    | Saxo Bank-Sungard   | 65     |
| 2                | Alessandro Petacchi | Lampre-ISD          | 64     |
| 3                | Christophe Le Mével | Team Garmin-Cervélo | 53     |
|                  |                     |                     |        |
| 15               | Pieter Weening      | Rabobank            | 25     |
| 16               | Bart De Clercq      | Omega Pharma-Lotto  | 25     |

| Bergklassement |                  |                    |        |
| Plaats         | Naam             | Ploeg              | Punten |
| Groene trui    | Filippo Savini   | Colnago-CSF Inox   | 16     |
| 2              | Alberto Contador | Saxo Bank-Sungard  | 15     |
| 3              | Bart De Clercq   | Omega Pharma-Lotto | 11     |

| Jongerenklassement |                       |                    |           |
| Plaats             | Naam                  | Ploeg              | Tijd      |
| Witte trui         | Roman Kreuziger       | Astana             | 33u05'32" |
| 2                  | Francesco Masciarelli | Astana             | + 1'08"   |
| 3                  | Steven Kruijswijk     | Rabobank           | + 1'15"   |
|                    |                       |                    |           |
| 5                  | Jan Bakelants         | Omega Pharma-Lotto | + 4'10"   |

| Ploegenklassement |                    |           |
| Plaats            | Ploeg              | Tijd      |
| 1                 | Astana             | 98u35'20" |
| 2                 | Androni Giocattoli | + 18"     |
| 3                 | Team Movistar      | + 3'38"   |

1e etappe ·
2e etappe ·
3e etappe ·
4e etappe ·
5e etappe ·
6e etappe ·
7e etappe ·
8e etappe ·
9e etappe ·
10e etappe ·
11e etappe ·
12e etappe ·
13e etappe ·
14e etappe ·
15e etappe ·
16e etappe ·
17e etappe ·
18e etappe ·
19e etappe ·
20e etappe ·
21e etappe
Startlijst · Eindstanden · Afbeeldingen